# Gmunden
Gmunden  je grad i administrativni centar kotara Gmunden, na sjeveru Austrije od 13.199 stanovnika.

## Zemljopisne karakteristike
Gmunden leži u Gornjoj Austriji na sjevernoj obali jezera Traunsee, na mjestu gdje rijeka Traun istječe iz jezera.

### Susjedne općine
| Pinsdorf     | Ohlsdorf        | Gschwandt, St. Konrad |
| Altmünster   | Susjedne općine | Scharnstein           |
| Traunkirchen | Ebensee         | Grünau im Almtal      |

## Povijest
Zamak Ort na jezeru Traunsee, prvi put je dokumentiran 1138., dograđen je za gotike što je i danas vidljivo u njegovoj jezgri, a obnovljen je nakon 1634., kad je dograđena i kapela.
Gmunden je status grada dobio u 1278. godini, kod njega se u studenom 1626. godine, odigrala bitka u kojoj je poražena vojska seljačkih buna.
Sve do 19. stoljeća Gmunden je bio najprosperitetnije trgovište (naročito solju) u regiji Salzkammerguta. 
Od 1862. grad se razvio kao klimatsko lječilište, godišnje ga posjeti 155.769 turista.

## Znamenitosti
Najveće znamenitosti grada su županijska crkva iz prve polovice 14. stoljeća, s freskama iz 1520. – 1530., preuređena između 1713. – 1718. u baroknom stilu i kapucinski samostan, podignut između 1636. – 1639.
Dio nekadašnjeg zamka koji leži na malom otoku u jezeru Traunsee može se doći i preko mosta; dijelovi zamka iz 17. stoljeća su obnovljeni i restaurirani tokom 19. i 20. stoljeća.
Gmunden ima muzej, u kojem je pored artefekata lokalnih zanatlija iz 17. i 18. stoljeća, najveća atrakcija soba Johannesa Brahmsa, koji je puno vremena proveo na jezeru.
Pored grada leži park prirode koji se prostire oko planine Traunstein visoke 
1,691 metara.

## Privreda
Od 9,295 zaposlenih koliko ih je bilo 1991. zaposleno u Gmundenu, oko 64% ih je radilo u uslužnom sektoru (turizam, banke, administracija), ostali su radili u industriji.
Od industrijskih pogona grad ima cementaru, tvornicu sanitarne keramike i porculana, muške odjeće, hrane, strojeva i alata (Energie AG Oberösterreich), građevinske firme, pogone za proizvodnju biomase i toplinskih stanica, tiskarstva).

## Gradovi prijatelji
- Faenza, Italija
- Tornesch, Njemačka

## Galerija
- Panorama
- Pogled na grad
- Gradska kuća
- Rimokatolička crkva
- Zamak Ort

## Vanjske poveznice
- Službena stranica grada Gmundena (njem.)